# الخطايا العشر (مسلسل)
مسلسل الخطايا العشر تدور أحداثه في إطار درامي اجتماعي حيث الطبيب "إبراهيم"، الناجح في عمله، والذي يقرر الذهاب في رحلة عملية إلى إحدى البلدان لعلاج المصابين من فيروس خطير، ويجبر زوجته على الذهاب معه، التي تكتشف أشياء في شخصيته تدفعها للرضوخ إلى مطالبه.

## الممثلون
- عبد المحسن النمر
- عبد الله بوشهري
- هيفاء حسين
- فاطمة الحوسني
- نور الكويتية
- سعود بوشهري
- عبد الله ملك
- نور الشيخ
- روان الصايغ
- حسن محمد
- حسين الجمري
- محمد الصفار
- سماوه خالد الشيخ
- أحمد سعيد
- سهير بن عمارة
- جمعان الرويعي
- قحطان القحطاني
- سمية الخنة
- ريم ارحمة
- محمد صفر

## وصلات خارجية
- مسلسل الخطايا العشر
- مسلسل الخطايا العشر دراما اجتماعية